# T. K. Chathunni
T. K. Chathunni (1944/1945 – 12 de junio de 2024) fue un entrenador de fútbol y jugador indio de Chalakudy, Kerala.

## Carrera como jugador
Defensa, Chathunni jugó para Kerala y Goa.

## Carrera como entrenador
Chathunni dirigió la mayoría de los clubes de fútbol en India, como Kochin, Dempo, Salgaocar, Mohun Bagan, Churchill Brothers,Chirag United Club Kerala, Josco y otros. Fue entrenador de varios clubes en la Liga Nacional de Fútbol desde 1997–98. Representó tanto a Kerala como a Goa en la Santosh Trophy.

## Muerte
Chathunni falleció el 12 de junio de 2024, en un hospital privado en Karukutty, Ernakulam, debido a un cáncer. Tenía 80 años.

## Honores

### Entrenador
Salgaocar
- Copa de la Federación: 1997

Mohun Bagan
- Liga Nacional de Fútbol: 1997–98 [17]